# Federação Angolana de Futebol
Federação Angolana de Futebol (FAF) – ogólnokrajowy związek sportowy, działający na terenie Angoli, będący jedynym prawnym reprezentantem angolskiej piłki nożnej, zarówno mężczyzn, jak i kobiet, we wszystkich kategoriach wiekowych w kraju i za granicą. Został założony w 1979 roku, a w roku 1980 przystąpił do FIFA i CAF.